# پسربچه (فیلم ۱۹۷۳)
پسربچه (به هندی: Loafer) فیلمی محصول سال ۱۹۷۳ و به کارگردانی ای. بیمسینگ است. در این فیلم بازیگرانی همچون درمندرا، ممتاز، اوم پراکاش، پریم نات، کی.ان. سینگ، افتخار، فریده جلال ایفای نقش کرده‌اند.